# Caristo (mitología)
En la mitología griega Caristo (en griego antiguo: Κάρυστος, Kárystos) es el héroe epónimo del pueblo eubeo de Caristo.  Algunos dicen que Caristo era hijo de Quirón  pero Baquílides dice que Aristeo era hijo, entre otras opciones, de Caristo o Quirón. Tzetzes se refiere a los descendientes de Zárex, y alega que Zárex se refiere a Caristo, el hijo de Quirón. Zárex se había desposado con Reo, la hija de Estáfilo, por lo que algunos creen que Anio era hijo de Zárex y Reo de palabra pero que su verdadero padre fue Apolo.  Otros refieren que Zárax era hijo de Petreo, a su vez hijo de Caristo. Fálaris dice que Zárax fue denominado con el tiempo como Cafereo pero Cafereo es referido coloquialmente como Xilófago.